# Ignacio Hernández
Ignacio Hernández (Xalapa, Veracruz, 1858 - Cananea, Sonora, 15 de noviembre de 1948) fue un educador y pedagogo mexicano. Fungió como maestro en varias instituciones educativas del Estado de Sonora, en México.

## Biografía
Nació en Xalapa, Veracruz en el año de 1858. Inició su carrera como docente en escuelas primarias públicas de Puebla y llegó al estado de Sonora en 1892, lugar donde permanecería el resto de su vida.
En Sonora empezó siendo maestro y director de la escuela primaria de San Miguel de Horcasitas, permaneciando por 8 años en dicha institución. Para 1900 llega a Cananea, Sonora, lugar donde se establecería por casi 50 años.
Fue designado como director de la escuela superior Benito Juárez, institución que originalmente fue exclusiva para varones. En dicha escuela también impartió clases de Español, y permaneció como director hasta su retiro, laborando en ella por un período de 15 años.
En diciembre de 1945 el congreso del estado de Sonora lo declara Educador Ilustre de Sonora, y le otorga una pensión vitalicia.
Murió a los 90 años de edad en su residencia, ubicada en la avenida Durango 157 de la ciudad de Cananea, Sonora, siendo sepultado en el panteón Severiano Moreno.
En la actualidad una escuela primaria de Cananea, Sonora lleva su nombre, así como una calle en la ciudad de Hermosillo, Sonora.